# Рекреатіву ду Ліболу
«Клуб Рекреатіву Дешпортіву ду Ліболу» (порт. Clube Recreativo Desportivo do Libolo), «Рекреатіву ду Ліболу» (порт. Recreativo do Libolo) або «СРД Ліболу» — ангольський футбольний клуб з міста Ліболу, заснований 1942 року. Виступає в Гіраболі, найвищому дивізіоні в Анголі. Домашні матчі проводить на стадіоні «Ештадіу Муніципал ді Калулу», що може вмістити 10 000 глядачів. Один із лідерів ангольського футболу кінця нульових — початку десятих років XXI століття.

## Історія клубу
«Рекреатіву ду Ліболу» був заснований в 1942 році, але поступово почав занепадати. Тому в 2006 році клуб було повторно засновано, його очолив Руй Кампуш (окрім футбольної, відкрилися також баскетбольна секція та секція карате). Цього ж року команда дебютувала в другому дивізіоні Чемпіонату Анголи і закінчила його на другій позиції. Вже наступного року клуб повторив торішній успіх, а в плей-оф за право виступати в Гіраболі «Рекреатіву» переміг свого суперника та здобув путівку до елітного дивізіону національного чемпіонату.
Першого значного успіху клуб досягнув 2008 року, коли зміг вийти до фіналу Кубку Анголи і зайняв третє місце в чемпіонаті, саме це досягнення надало клубу право брати участь у Кубку Конфедерації КАФ, в якому він дійшов до 1/4 фіналу. Наступного року «Рекреатіву ду Ліболу» завоював срібні нагороди чемпіонату, цей успіх дозволив клубу вперше за власну історію виступити в Лізі чемпіонів КАФ. Дебют команди в Лізі чемпіонів КАФ 2010 року відбувся зовсім невдало, в попередньому раунді він програв за сумою двох матчів з рахунком 2:3 скромному руандському клубу «АПР». 2011 року клуб досягнув найбільшого успіху за власну історію та виграв чемпіонат Анголи і ввійшов до числа семи клубів, які перемагали в чемпіонаті Анголи. Наступного сезону команда з Ліболу повторила свій успіх та вдруге поспіль виграла чемпіонат Анголи. Виступи клубу в Лізі чемпіонів КАФ 2012 року не були суттєво кращими, ніж минулого разу, хоча в попередньому раунді він переміг потужний південноафриканський клуб «Орландо Пайретс», але в першому ж раунді поступився нігерійському «Саншайн Старз».

## Досягнення
- Чемпіонату Анголи (Гірабола)
  -  Чемпіон (4): 2011, 2012, 2014, 2015
  -  Срібний призер (1): 2009
  -  Бронзовий призер (1): 2008

- Гіра Ангола (зона «Б»)
  -  Срібний призер (1): 2006, 2007

- Кубок Анголи
  -  Фіналіст (1): 2008

- Суперкубок Анголи
  -  Володар (2): 2015, 2016
  -  Фіналіст (2): 2012, 2013

## Стадіон
Рекреатіву ду Ліболу належить до невеликого числа футбольних клубів в Анголі, які мають власний стадіон. Нещодавно 10-тисячний стадіон «Ештадіу Мунісіпал ді Калулу» (Муніципальний стадіон Калулу) було перейменовано на честь визначного африканського політичного діяча та націоналіста Патріса Лумумби.

## Статистика виступів у національних чемпіонатах
| ГА 2006 Серія B | ГА 2007 Серія B |
|                 |                 |
| 2-ге            | 2-ге *          |
|                 |                 |
|                 |                 |
|                 |                 |
|                 |                 |
|                 |                 |
|                 |                 |

| 2008 | 2009 | 2010 | 2011 | 2012 | 2013 | 2014 | 2015 | 2016 |
|      |      |      | 2011 | 2012 |      | 2014 | 2015 |      |
|      | 2009 |      |      |      |      |      |      |      |
| 2008 |      |      |      |      |      |      |      |      |
|      |      |      |      |      |      |      |      |      |
|      |      |      |      |      |      |      |      |      |
|      |      | 6    |      |      |      |      |      |      |
|      |      |      |      |      |      |      |      |      |
|      |      |      |      |      | 8    |      |      |      |

- Вихід до Гіраболи 2008

## Статистика виступів на континентальних турнірах під егідою КАФ
| Сезон | Турнір                 | Раунд         | Клуб                        | Вдома | На виїзді | Загалом    |
| ----- | ---------------------- | ------------- | --------------------------- | ----- | --------- | ---------- |
| 2009  | Кубок конфедерації КАФ | 1             | Сосьєт Омніспортс де л'Армі | 5-3   | 1-0       | 6-3        |
| 2009  | Кубок конфедерації КАФ | 2             | ЕС Сетіф                    | 5-1   | 0-4       | 5-5 (в.г.) |
| 2010  | Ліга чемпіонів КАФ     | Попередній    | ФК «АПР»                    | 0-1   | 2-2       | 2-3        |
| 2012  | Ліга чемпіонів КАФ     | Попередній    | Орландо Пайретс             | 1-1   | 1-3       | 2-4        |
| 2012  | Ліга чемпіонів КАФ     | 1             | Саншайн Старз               | 4-1   | 0-3       | 4-4 (в.г.) |
| 2013  | Ліга чемпіонів КАФ     | Попередній    | Сімба                       | 4-0   | 1-0       | 5-0        |
| 2013  | Ліга чемпіонів КАФ     | 1             | Аль-Меррейх                 | 2-1   | 2-1       | 4-2        |
| 2013  | Ліга чемпіонів КАФ     | 2             | Енугу Рейнджерс             | 3-1   | 0-0       | 3-1        |
| 2013  | Ліга чемпіонів КАФ     | Груповий етап | Есперанс                    | 1-0   | 2-3       | 3-тє місце |
| 2013  | Ліга чемпіонів КАФ     | Груповий етап | Котонспорт Гаруа            | 1-1   | 1-2       | 3-тє місце |
| 2013  | Ліга чемпіонів КАФ     | Груповий етап | Севе Спортс                 | 2-2   | 1-3       | 3-тє місце |
| 2015  | Ліга чемпіонів КАФ     | Попередній    | Санья Баленде               | 3-1   | 0-2       | 3-3 (в.г.) |
| 2016  | Ліга чемпіонів КАФ     | Попередній    | Расінг (Мікомесенг)         | 5-1   | 4-0       | 9-1        |
| 2016  | Ліга чемпіонів КАФ     | 1             | Аль-Аглі                    | 0-0   | 0-2       | 0-2        |

## Склад команди
Станом на 28 серпня 2016
| №  | Поз. | Нац.       | Гравець                                  |
| -- | ---- | ---------- | ---------------------------------------- |
| 1  | ВР   | Португалія | Рікарду Батішта                          |
| 2  | ЗХ   | Ангола     | Натаель Паулу Масуекама                  |
| 3  | ПЗ   | Бразилія   | Віреж Жозе ді Соужа                      |
| 6  | ПЗ   | Ангола     | Келсон Жоау Брарруш Кошта                |
| 8  | ПЗ   | Кабо-Верде | Сідней душ Реїш Маріану (c)              |
| 9  | НП   | Бразилія   | Луїш Фелліпе Лусіану Сильва              |
| 11 | ПЗ   | Ангола     | Нандінью Вілсон Фернандеш Аугушту Макамо |
| 12 | ВР   | Ангола     | Вальтер Амеріку душ Сантуш Маная         |
| 14 | ПЗ   | Ангола     | Маріу Мануел ді Олівейра Іту             |
| 16 | ЗХ   | Ангола     | Бока Нельсон Філью                       |
| 17 | ПЗ   | Ангола     | Кабібі IЛеонарду Мануел Ісола Рамуш      |

| №  | Поз. | Нац.             | Гравець                               |
| -- | ---- | ---------------- | ------------------------------------- |
| 18 | ЗХ   | Ангола           | Едді Маркуш Мелу Афонсу               |
| 19 | ПЗ   | Ангола           | Ерівалду                              |
| 20 | ПЗ   | Ангола           | Даріу ді Соужа Боргеш Кардосу         |
| 21 | ЗХ   | Ангола           | Хайме Мігел Лінареш                   |
| 22 | ВР   | Ангола           | Ланду Маванга                         |
| 23 | ПЗ   | Республіка Конго | Жульсі Букама-Кая                     |
| 24 | НП   | Франція          | Мамаду Діара                          |
| 25 | ЗХ   | Ангола           | Куагіка Давід Бонду                   |
| 27 | ЗХ   | Ангола           | Карлітуш Карлу Мігел Гоміш ді Алмейда |
| 28 | ПЗ   | Ангола           | Луїш Кардосу                          |
| 29 | ВР   | Ангола           | Нілтон                                |

## Відомі гравці
- Едсон
- Зе Каланга
- Штелвіу
- Лебо Лебо
- Жонсон Макаба
- Паулу Фігейреду

## Відомі тренери
| Тренер               |                 | Роки |                 | Ліга                          | Кубок | Суперкубок |
| -------------------- | --------------- | ---- | --------------- | ----------------------------- | ----- | ---------- |
| Рожеріу Пінту        | (2006)          | -    |                 |                               |       |            |
| Луїш Маріану         | (квітень 2007)  | -    | (травень 2009)  |                               |       |            |
| Маріану Баррету      | (червень 2009)  | –    | (січень 2011)   |                               |       |            |
| Жозе Жорже ду Амарал | (січень 2011)   | -    | (листопад 2012) | Гірабола 2011 · Гірабола 2012 |       |            |
| Жозе Дініш           | (листопад 2012) | -    | (квітень 2013)  |                               |       |            |
| Енріке Калішту       | (січень 2013)   | -    | (червень 2013)  |                               |       |            |
| Міллер Гоміш         | (червень 2013)  | -    | (листопад 2014) | Гірабола 2014                 |       |            |
| Себастьєн Десабр     | (січень 2014)   | -    | (червень 2015)  |                               |       |            |
| Жоау Паулу Кошта     | (червень 2015)  | -    |                 |                               |       |            |